# Skingshøj

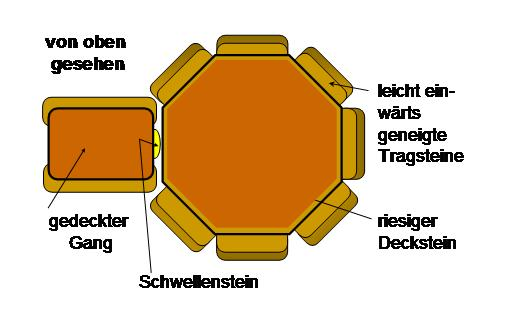
Grundriss eines Polygonaldolmens – Schema

Der Runddysse Skingshøj liegt im Weiler Nyrup, bei Højby im Norden des Hornsherred auf der dänischen Insel Seeland. Die Megalithanlage der Trichterbecherkultur (TBK) entstand im Neolithikum zwischen 3500 und 2800 v. Chr.
Der Skingshøj ist ein ausgegrabener Polygonaldolmen mit teilerhaltenem Gang. Die Nordwest-Südost-orientierte fast mit Erde gefüllte Kammer ist etwa 2,0 m lang, 1,75 m breit und hat eine innere Höhe von 1,4 m. Die Kammer besteht aus fünf Tragsteinen und dem großen Deckstein mit einigen Schälchen. Der 1,9 m lange Gang liegt auf der Südostseite. Erhalten sind nur zwei Tragsteine.
In der Nähe liegt das Ganggrab Birkehøj.